# Yozgat (provins)

Provinsens läge i Turkiet.

Yozgat är en provins i centrala Turkiet. Provinsens huvudort är staden Yozgat. Den gränsar till provinserna Çorum, Kırıkkale, Kırşehir, Nevşehir, Kayseri, Sivas, Tokat och Amasya. Provinsen hade 476 096 invånare (2010) på en area av 14 123 kvadratkilometer.